# Marek Kwapiszewski
Marek Jerzy Kwapiszewski (ur. 1 lutego 1946 w Lublinie, zm. 11 czerwca 2017) – polski literaturoznawca, doktor habilitowany nauk filologicznych, profesor nadzwyczajny Uniwersytetu Marii Curie-Skłodowskiej w Lublinie (UMCS).

## Życiorys
Był synem Jana (inżyniera) i Justyny, z d. Woncior (stomatologa). W 1963 ukończył II Liceum Ogólnokształcące im. Hetmana Jana Zamoyskiego w Lublinie, w 1968 studia polonistyczne na Uniwersytecie Marii Curie-Skłodowskiej, gdzie obronił pracę magisterską "Krakus" i "Wanda" Norwida jako wizje mitycznej przeszłości Polski napisaną pod kierunkiem Marii Żmigrodzkiej. Po studiach podjął pracę na macierzystej uczelni, początkowo w Katedrze Historii Literatury Polskiej II na Wydziale Humanistycznym UMCS, od 1970 w Zakładzie Teorii i Historii Literatury Polskiej, od 1973 w Zakładzie Historii Literatury Polskiej w Instytucie Filologii Polskiej UMCS. W 1977 obronił pracę doktorską Kozackie powieści Michała Czajkowskiego (wczesna twórczość) napisaną pod kierunkiem Aliny Aleksandrowicz-Ulrich i został zatrudniony jako adiunkt. W 2007 otrzymał stopień doktora habilitowanego na podstawie pracy Późny romantyzm i Ukraina. Z dziejów motywu i życia literackiego (wyd. 2006). W 2011 otrzymał stanowisko profesora nadzwyczajnego.
Był autorem książki Od marksizmu dogmatycznego do humanistyki rozumiejącej. Badania nad romantyzmem w IBL PAN w latach 1948-1989 (wyd. 2016).